# Vistrap

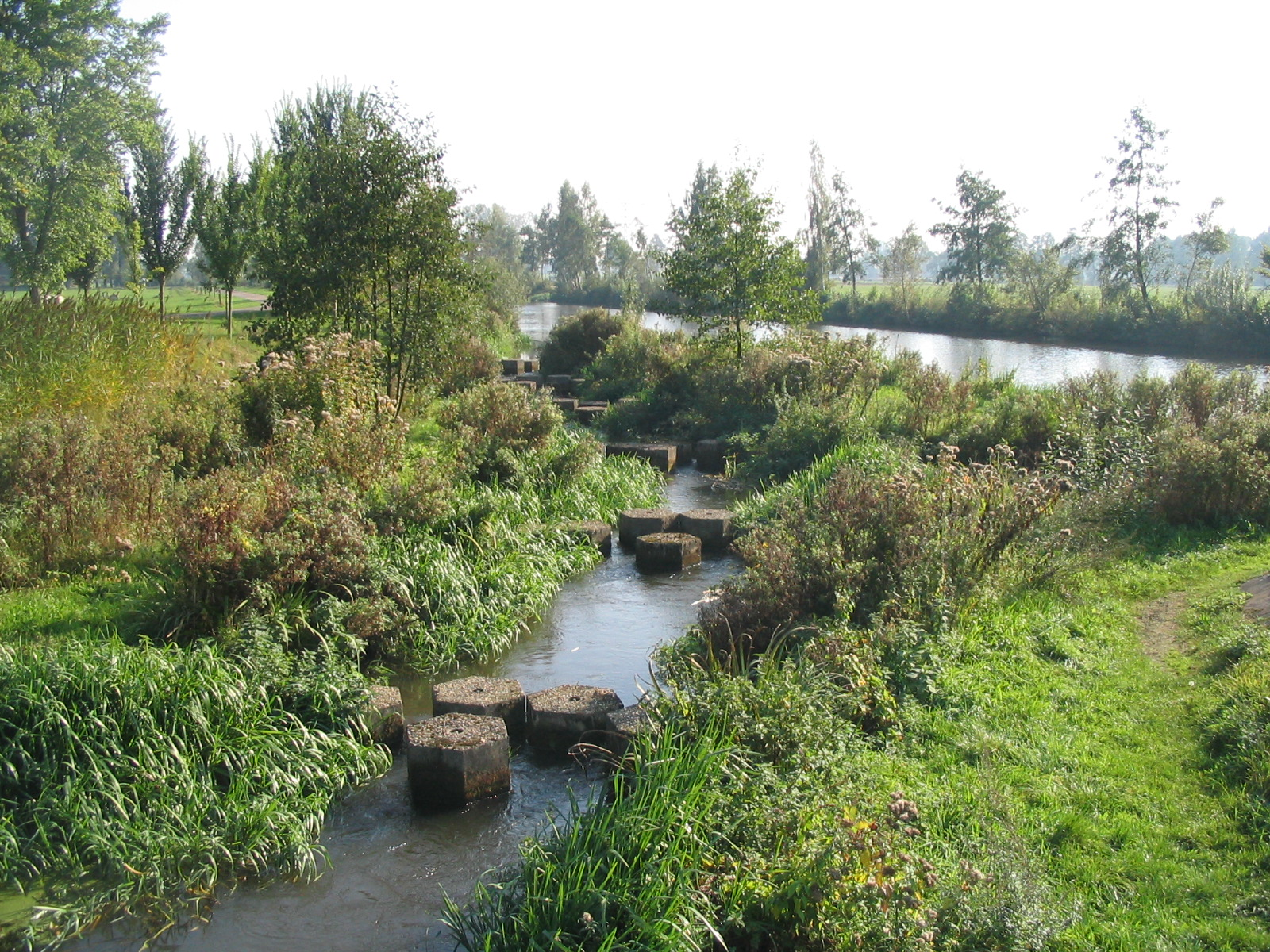
Vistrap in de Regge bij Hankate

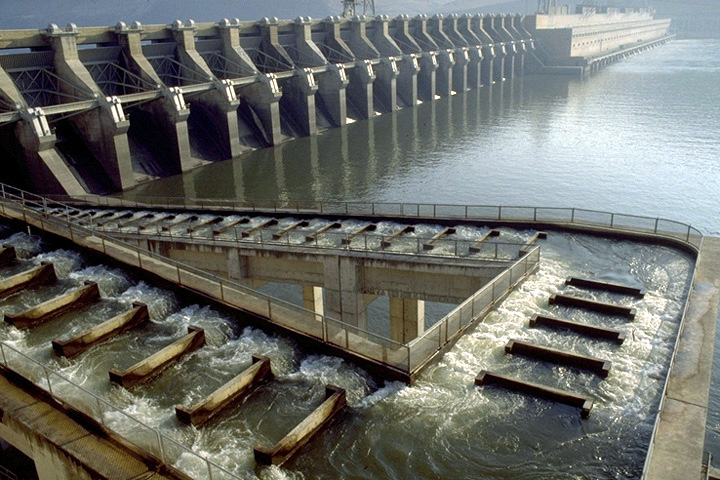
Vistrap in de John Day Dam in de rivier de Columbia

Een vistrap of vispassage is een waterbouwkundig kunstwerk dat tot doel heeft vissen stroomopwaarts voorbij een barrière in een rivier of kanaal te helpen. Dit kan zowel gaan om door mensen gemaakte barrières, zoals dijken, dammen, stuwen, sluizen of gemalen, maar kan ook dienen om vissen voorbij watervallen te loodsen. Veel vistrappen hebben tot doel om trekvissen, zoals zalmen en zeeforellen, toegang te verschaffen tot een door de barrière ontoegankelijk geworden bovenstrooms paaigebied.

## Technieken
Er zijn diverse technieken voor een vistrap. Voor de zalm en forel, vissen die kunnen springen, bestaat het vaak uit een cascade van kleine bakken met stromend water waarbij de vis steeds naar een hoger niveau moet zwemmen of springen.
De vistrap moet zijn aangepast aan de vis die er gebruik van moet maken. Belangrijk is de plaats van de inlaat ten opzichte van de blokkade, de grootte van de lokstroom en de maximale stroomsnelheid die de vis aankan. In de grote rivieren wordt geprobeerd de vistrappen geschikt te maken voor de optrek van zalm, daarbuiten gaat het veelal om kleine bodembewonende soorten en witvissen als de serpeling, en de winde.
De meeste vistrappen bestaan uit een van de volgende constructies:
- een reeks van V-vormige, meestal houten, constructies; met elk van deze constructies wordt een hoogteverschil van vijf tot tien centimeter overbrugd; vaak plaatst men wel tien tot twintig van deze V-vormige overlaten achter elkaar, waarmee dan in totaal een hoogteverschil van meer dan een meter kan worden gehaald.
- een reeks van zuiltjes (soms betonnen palen of blokken) waar de vissen tussendoor kunnen zwemmen.
- een reeks van muurtjes met een verticale opening van ongeveer 30 centimeter.
- de cascade-vistrap, waarbij over een lengte van vijftig meter natuursteen benedenstrooms van de stuw is aangebracht.

De vistrappen met de zuiltjes of de muurtjes worden aangeduid met de term "vertical slot".
Bij de Oranjesluizen tussen het Markermeer en het IJ - Noordzeekanaal is een vispassage ingebouwd van het 'vertical slot'-type, die gebruikt wordt door een variatie aan vissen, onder meer paling, spiering, driedoornige stekelbaars en zelfs zoutwatervissen als tong en bot.
Voor de driedoornige stekelbaars zijn er op Texel twee vistrappen gemaakt die water over en weer over de dijk heen pompen. Ook in de Afsluitdijk bij Den Oever is een vispassage gerealiseerd om het IJsselmeer weer toegankelijk te maken voor vissoorten die daar eerder nagenoeg of geheel verdwenen waren.
Naast de conventionele vistrappen in de vorm van een bekkenpassage bestaan er ook innovatieve oplossingen waaronder de hevelvistrap. Bij een hevelvistrap bevinden de traptreden zich binnen een afgesloten bak die onder vacuüm staat waardoor deze flexibel plaatsbaar is, naast, in of op een waterbouwkundig kunstwerk. Innovatieve oplossingen kunnen uitkomst bieden in die gevallen waarin waterbouwkundige kunstwerken niet vervangen kunnen worden door vistrappen en er geen ruimte bestaat voor de aanleg van een bypass.

## Voorbeelden van vistrappen

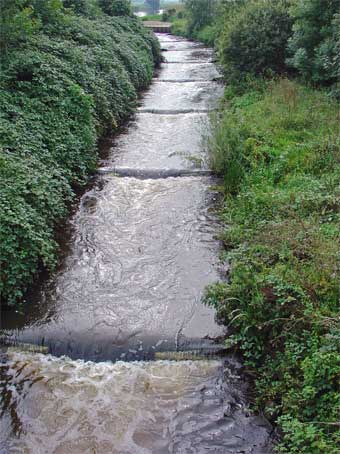
Vistrap in de Vecht bij Junne
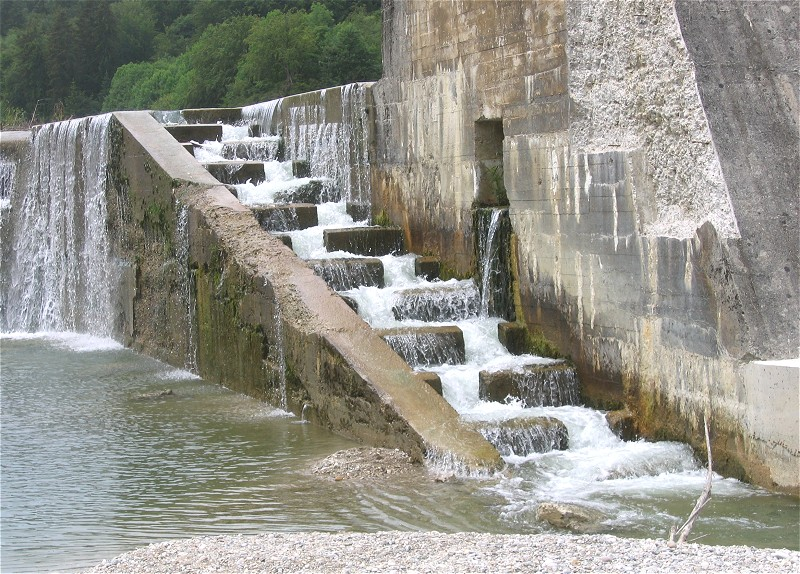
Vistrap in de Isar bij Pullach
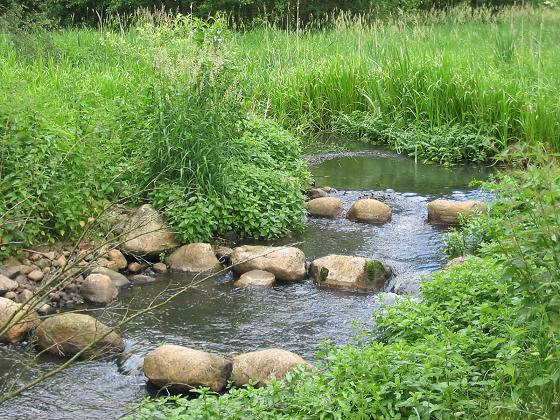
Cascadevistrap in de Schlatbach in Brandenburg
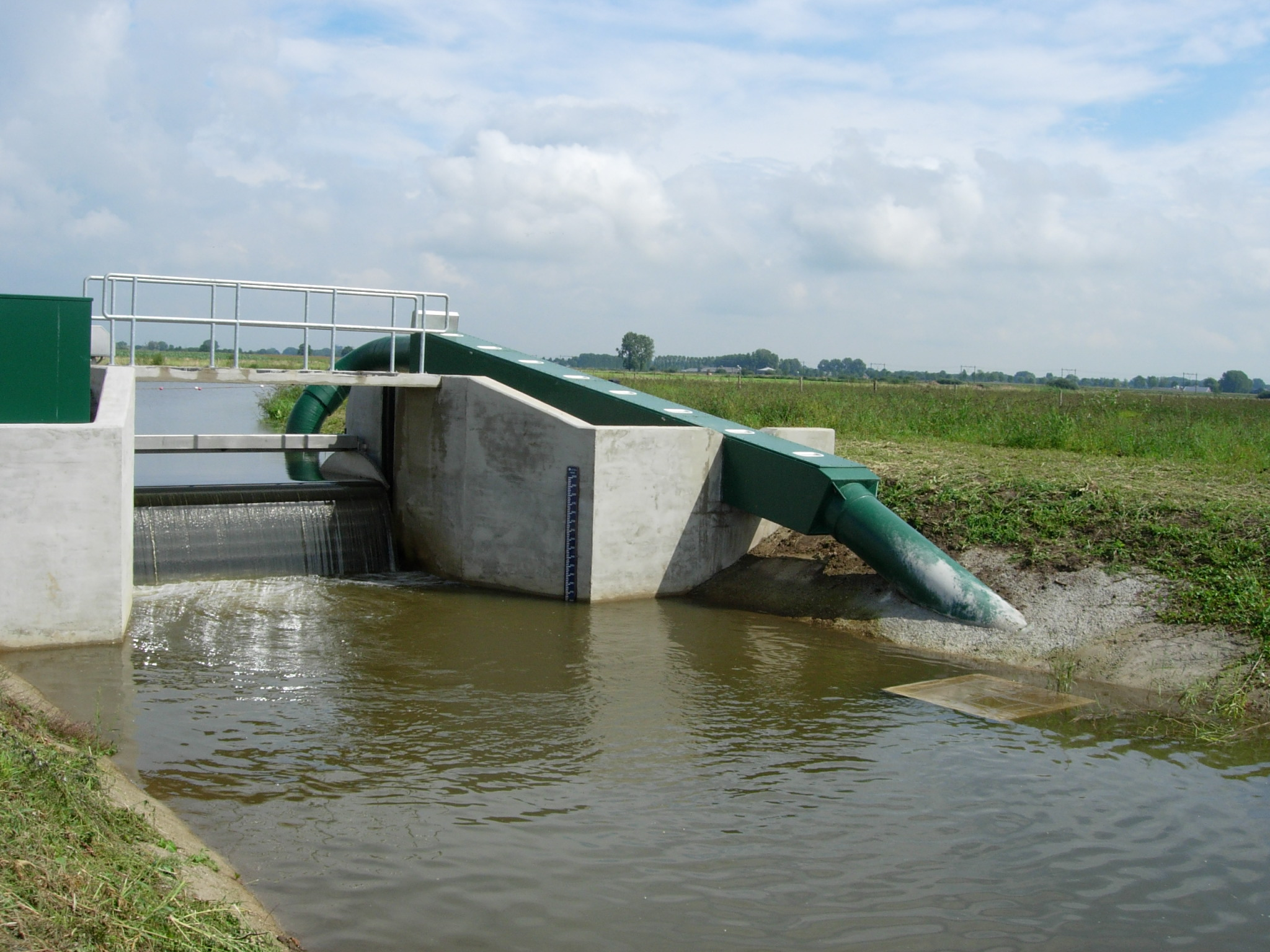
Hevelvistrap nabij Berghem in de Hertogswetering
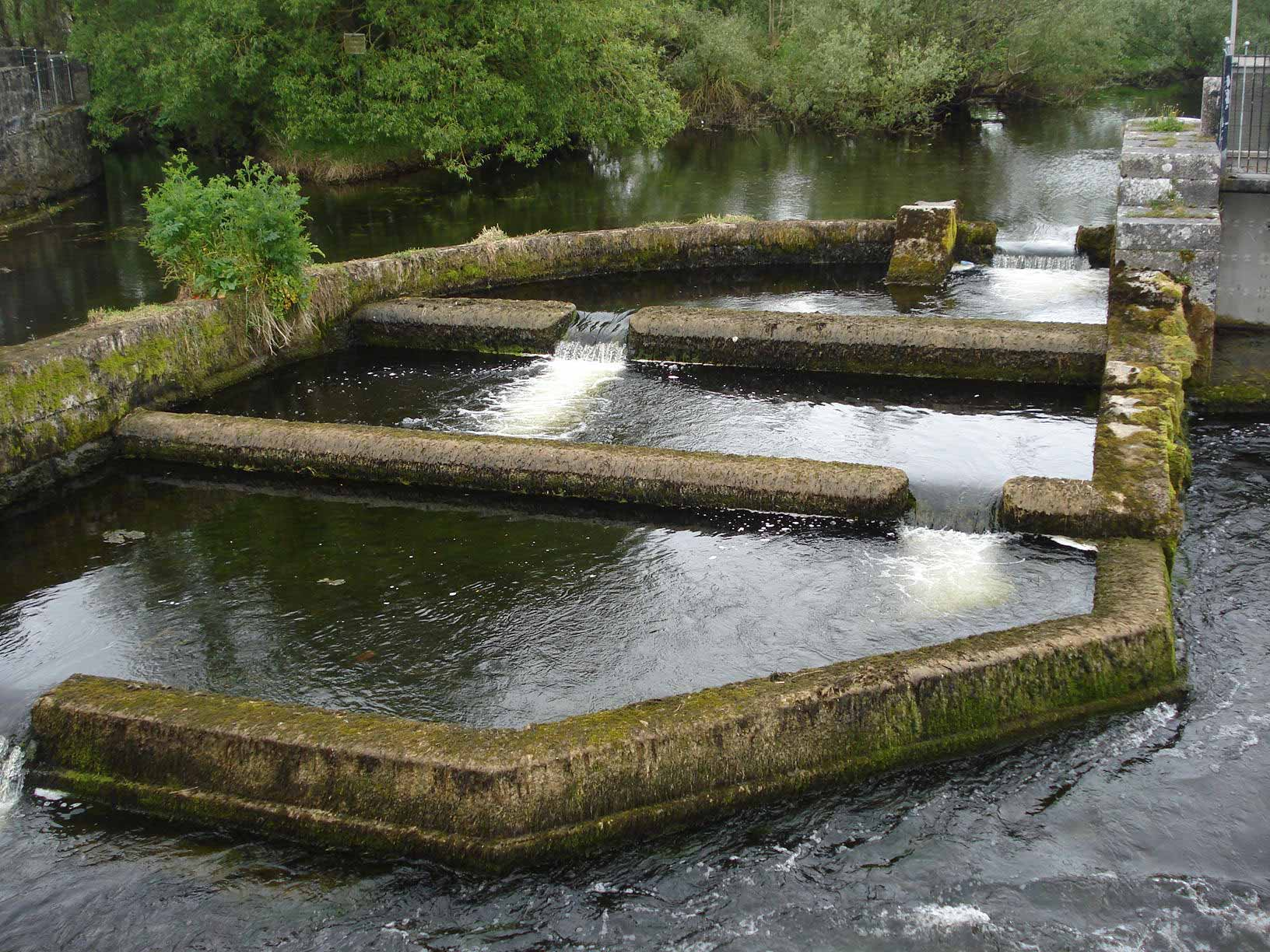
Vistrap in de Fergus in Ennis
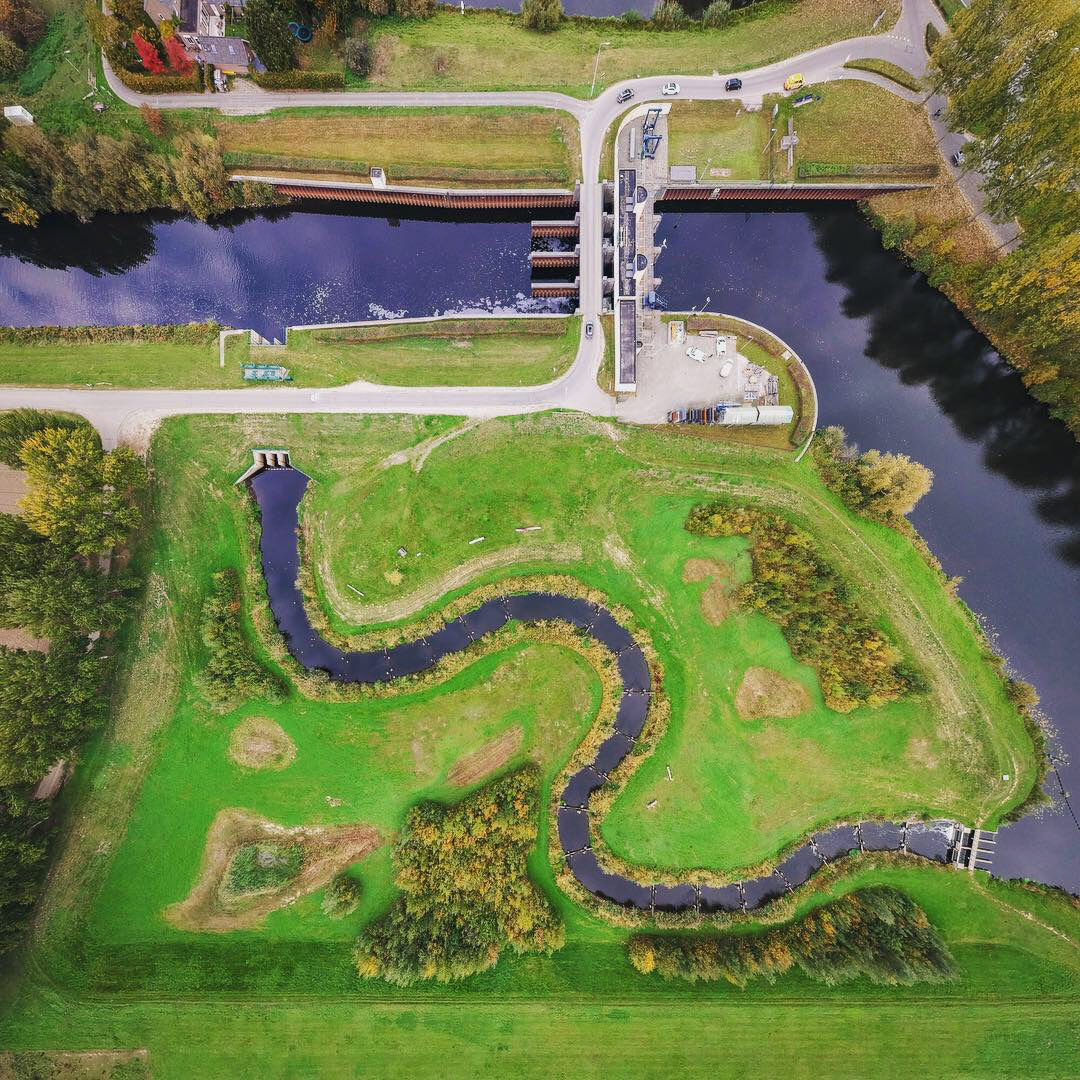
Vispassage in de Dieze bij spuisluis Crèvecoeur
Vistrapsymbool